# Sawahlunto
Sawahlunto (alternativt Sawah Lunto) är en stad på västra Sumatra i Indonesien. Den ligger i provinsen Sumatera Barat och har cirka 60 000 invånare.